# Gaufredus Malaterra
Gaufredus Malaterra (névváltozatai: Gaufredo, Geoffrey, Goffredo Malaterra) (? – 1099 után) Benedek rendi szerzetes, latin nyelven író középkori normann krónikás. Pontos életrajzi adatai nem ismertek.

## Életrajza
Talán az alsó-normandiai Ouche-vidéken (Pays d'Ouche) található Saint-Évroult-apátság bencés szerzetesei közé tartozott. Robert de Grantmesnil apáttal – aki magára haragította a herceget – 1061 januárjában Rómába menekült több szerzetestársával együtt, hogy elkerüljék Vilmos normann herceg haragját. Onnan Guiscard Róbert salernói udvarába távoztak. A Guiscard-ok megalapították számukra a Szent Eufémia-apátságot.
Malaterra  később a miletói Santissimma Trinità apátságba ment át, s jelezte, hogy Cataniába való érkezése előtt meghatározatlan ideig  „Martha” evilági szolgálatában nem szerzetesi életet élt. Innen a Cataniában lévő Sant’Agata-kolostor volt az utolsó hely, ahova ment. Itt I. Roger szicíliai gróf, akit személyesen ismert, megbízta saját és testvére, Robert Guiscard életrajzának megírásával.
A kolostor apátjának, Ansgeriusnak – aki egyben Catania első püspöke is volt – dedikálta a művét, együttérezve Ansgeriusszal, akinek úgy tűnik, nehéz lehetett a szerzetesi szemlélődő életmódról a püspöki munkát igénylő aktív életmódra való átmenet. Emlékeztetett, hogy maga is „rákényszerült” egykor, hogy elhagyja „Mária békéjének boldogságát Márta világi szolgálatáért”.

## Krónikája
Malaterra latin nyelvű krónikát írt „De Rebus GESTIS Rogerii Calabriae et Siciliae Comitis et Roberti Guiscardi Ducis fratris eius” címmel, amely Apuliai Vilmos és Amatus bordeaux-i érsek írásai mellett a három fő forrás közé tartozik, amelyek a normannok dél-itáliai és földközi-tengeri tevékenységéről beszámolnak.
A négy részből álló kötet – előszóval – Rollo vezér (911–932) életével kezdődik, majd hirtelen ugrással az Hauteville-család tagjainak életével folytatódik, és a Monarchia Sicula (1098. július 5.) ismertetésével ér véget, amelyben I. Rogert II. Orbán pápa pápai legátusi jogokkal ruházza föl Szicíliában és Calabriában.
Részletezi az Hauteville-család tizenegyedik századi tetteit a dél-olasz félszigeten, Szicíliában és a Balkánon, különös tekintettel I. Rogerre és testvérére, Robert Guiscardra.

### Legfontosabb fennmaradt változatai
- Roberti Viscardi Calabriae ducis et Rogerii eius fratris Calabriae et Siciliae ducis, principum Normannorum, & eorum fratrum rerum in Campania, Apulia, Bruttijs, Calabris et in Sicilia gestarum Libri IV.  Caesaraugustae: Portonariis de Ursinis, 1578.
- Gaufredi Malaterrae monachi benedictini Historia Sicula. Seguono gli Annales Siculi, che il MuR. pubblicò in questo medesimo Tomo V, pp. 603-606, col titolo 1 Apfendix ex codice Marchionis yarratanae ad ultimum cafitulum libri quarti Historiae Gaufredi Malaterrae. Lugduni Batavorum: [Petri/Petrum] vander Aa, 1723.
- Gaufredo Malaterra, De Rebus Gestis Rogerii Calabriae et Siciliae Comitis et Roberti Guiscardi Ducis fratris eius, ed. Ernesto Pontieri, Rerum Italicarum Scriptores V pt.1 (Bologna, 1927-8).

## Szakirodalom
- Kenneth Baxter Wolf (2005). The Deeds of Count Roger of Calabria and Sicily and of His Brother Duke Robert Guiscard. USA: The University of Michigan Press. pp. 151. ISBN 0-472-11459-X.

## Fordítás
- Ez a szócikk részben vagy egészben  a   Goffredo Malaterra című angol Wikipédia-szócikk fordításán alapul.  Az eredeti cikk szerkesztőit annak laptörténete sorolja fel. Ez a jelzés csupán a megfogalmazás eredetét és a szerzői jogokat jelzi, nem szolgál a cikkben szereplő információk forrásmegjelöléseként.